# Henry Edridge

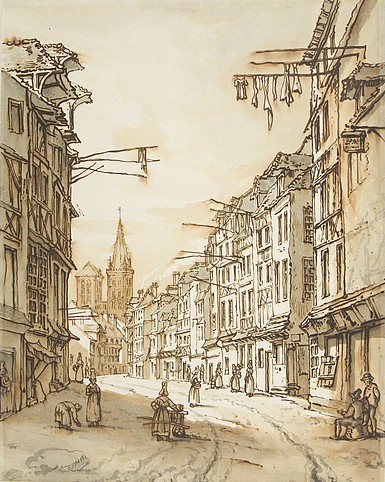
Henry Edridge, Straße in Lisieux, 1817

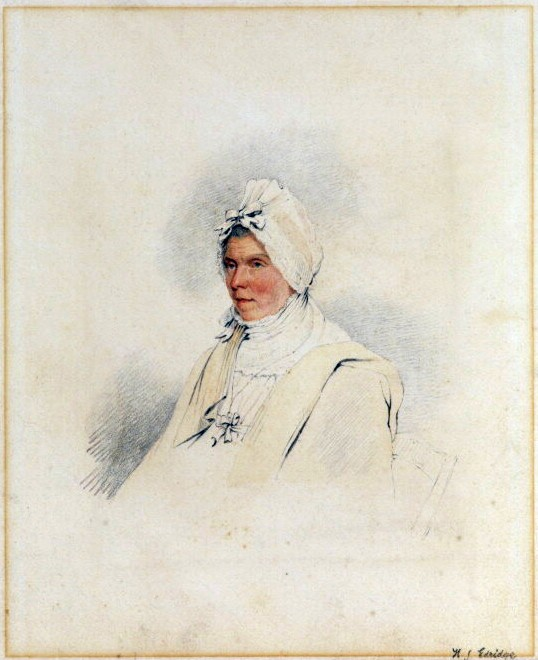
Henry Edridge, Porträt von Ann Constable, der Mutter von John Constable, 1813

Henry Edridge (* 3. Oktober 1768 in Paddington, London; † 23. April 1821 in London) war ein britischer Maler.

## Leben
Henry Edridge war der Sohn eines Kaufmanns und begann am 7. Januar 1784 ein Studium bei dem Maler William Pether an der Royal Academy of Arts. Schon bald entwickelte er sich zu einem erfahrenen Maler von Miniaturen, Porträts und Landschaften.
Seine ersten Porträts entstanden auf Elfenbein, später schuf er eine große Zahl kunstvoll ausgeführter Aquarelle, meist mit hellem Hintergrund. Es folgten weitere, in denen er die Tiefe und den Reichtum von Ölgemälden mit der Freiheit von Aquarellzeichnungen verband. Zu den von ihm Porträtierten zählen Lord Nelson, der Afrikareisende Mungo Park, der methodistische Missionar Thomas Coke, der Premierminister William Pitt der Jüngere und der Prediger John Wesley im Alter von 88 Jahren.
Der Maler Joshua Reynolds war von einer seiner Miniaturen so begeistert, dass er darauf bestand, sie zu besitzen, und ihm dafür eine großzügige Vergütung zahlte.
Edridge ließ sich daraufhin zunächst am Golden Square nieder und zog 1801 in die Margaret Street, Cavendish Square, wo er zwanzig Jahre lang blieb. Um seiner Leidenschaft für die Landschaftsmalerei nachzugehen, die er unter Thomas Hearne kultivierte, unternahm er 1817 und 1819 zwei Exkursionen in die Normandie und nach Paris und schuf dabei viele bemerkenswerte Zeichnungen, die anschließend ausgestellt wurden. 
Am 6. November 1820 wählte ihn die Royal Academy of Arts zum Associate. Ein halbes Jahr darauf – im Alter von 52 Jahren – starb er am 23. April 1821 an einem Asthmaanfall.
Drei seiner Landschaften befinden sich heute im South Kensington Museum, weitere Werke besitzt die National Portrait Gallery.